# 卞荫贵
卞荫贵（1917年5月22日—2005年6月7日），男，江苏兴化人，中国流体力学家，曾任中国科学院力学研究所研究员、博士生导师。